# ضامن آهو
ضامن آهو از القاب علی بن موسی الرضا است که به ماجرای ضمانت آهو توسط علی بن موسی الرضا در طول سفر از مدینه به مرو اشاره دارد.

## پیش زمینه
در سال ۲۰۰ ه‍. ق، مأمون برای علی بن موسی الرّضا دعوتنامه‌ای جهت آمدن به مرو نوشت و رَجاءِ بنِ اَبی‌ضَحّاک، دایی فضل بن سهل و غلامی به‌نام فِرناس یا یاسر را فرستاد تا همراه او در این سفر باشند. از سوی دیگر، شیخ صدوق، محدث شیعه، چنین گزارش می‌کند که مأمون در نامه‌نگاری‌های متعدد، از علی بن موسی درخواستِ عزیمت به مرو را می‌کرد و علی بن موسی این درخواست را با بهانه‌ها و دلایل گوناگون رد می‌نمود. این امتناع سبب شد تا مأمون به‌اجبار علی بن موسی را به مرو بیاورد. به‌نظر می‌رسد علی بن موسی در این سال، سفری به مکه داشت که در این سفر، پسر پنج ساله‌اش، محمّد نیز او را همراهی می‌کرده است. سفر او به مرو در اوایل سال ۲۰۱ ه‍.ق برابر با اواخر تابستان ۸۱۶ م آغاز شد. مسیر سفر مطابق گزارش بیشتر منابع از بصره، اهواز و فارس بود؛ چراکه بغداد و کوفه در آن زمان در دست شورشیان بود؛ بنابراین، گفتهٔ یعقوبی که رجاء به بغداد و نَهاوَند سفر کرده، مردود است. اما اینکه علی بن موسی از مسیر قم نگذشته، قطعی است. او از مسیر نیشابور عبور کرده که عده‌ای از مُحَدِّثان برجستهٔ اهل سنت مانند اِبنِ راهْوَیْهْ، یَحْیَی بنِ یَحْییٰ، محمّد بن رافِع و احمد بن حَرْب به استقبالش آمدند تا با او دیدار کنند و وی مدت کوتاهی در این شهر ماند. مشهورترین قول دربارهٔ مسیر حرکت علی بن موسی «مدینه، نقره، قریتین، هوسجه، نباج، حفر ابوموسی، بصره، اهواز، بهبهان، اصطخر، ابرقوه، ده شیر (فراشاه)، یزد، خرانق، رباط پشت بام، نیشابور، ده سرخ، طوس، سرخس، مرو» گزارش شده است. بلاغی در تاریخ نائین، مسیر دیگری را برای این سفر، نقل کرده که عبارت است از «مدینه، بصره، اَرْجان، فارس، اصفهان، نیشابور، دِه سُرخ، سناباد، سرخس و مرو».

## گزارش ماجرا
داستان مشهور ضمانت آهو که نزد عامه مردم شهره است، از جمله این اتفاق‌ها شمرده می‌شود. بر طبق این داستان که ابن شهر آشوب، عالم شیعه، گزارش نموده است؛ صیادی در بیابان آهویی را دنبال می‌کند، از روی اتفاق آهو به علی بن موسی که در آن حوالی — به نقلی صحرای سمنان و نقلی نیشابور — حضور داشته، پناه می‌برد و علی بن موسی ضمانت برگشت وی را می‌کند. آهو نیز پس از رسیدگی به فرزندان بازمی‌گردد و صیاد از شکار آهو صرف‌نظر می‌کند. بین شهرهای سمنان و دامغان در استان سمنان، منطقه‌ای به نام آهوان مشهور است که به گفته برخی، محل اتفاق افتادن این رویداد، همان ناحیه می‌باشد. اما در تحفه رضویه آمده است که چون علی بن موسی الرضا به این ناحیه رسید؛ آهوانی به نزد او آمدند و با در خصوص توطئه برای قتلش سخن گفتند و به همین جهت آن مکان را آهوان نامیدند. عرفان‌منش نیز با اشاره به اینکه دامغان، می‌تواند یکی از شهرهای در مسیر علی بن موسی الرضا باشد؛ تصریح می‌کند که این ماجرا را در خبر ورود علی بن موسی الرضا به منطقه آهوان و دامغان را در منابع قدیمی ندیده است. رواج این داستان در بین ایرانیان سبب شده است تا علی بن موسی الرضا در ایران با لقب ضامن آهو شناخته شود. علی‌اکبر دهخدا لقب «ضامن آهو» را از مشهورترین القاب علی بن موسی الرّضا می‌داند.
شبیه به این ماجرا را منابع اسلامی در خصوص پیامبر اسلام و سجاد — امام چهارم شیعیان دوازده‌امامی — نیز گزارش کرده‌اند.
البته این داستان یکی دو قرن قبل از ولادت علی بن موسی، برای محمد بکار رفته بود. در اعلام الوری طبرسی از ضمانت کردن پیامبر برای آهو آمده است: روزی رسول از محلی عبور می‌کرد، در این هنگام آهویی که در دامی گیر کرده بود به آن جناب شکایت برد، آهو گفت: یا رسول اللَّه من کودکی دارم که احتیاج به شیر من دارد، من اکنون در این دام گرفتارم و کودکم گرسنه مانده است، اینک مرا از این دام برهان تا کودک خود را شیر دهم. رسول گفت: من چگونه تو را آزاد کنم و حال اینکه صاحب دام اکنون در اینجا نیست، آهو گفت: شما مرا رها کنید من پس از اینکه کودکم را شیر دادم مراجعت خواهم کرد، رسول به این شرط او را از دام صیاد رهانید و در آن جا توقف کرد تا آهو مراجعت کرد، در این هنگام صاحب دام نیز از راه رسید، رسول از آهو شفاعت کرد، صیاد نیز او را رها کرد، پس از این ماجرا مردم این محل را مسجدی ساختند.

## در هنر و ادبیات

### آثار ادبی
کتاب شعری با نام ضامن آهو گزارش شده است که از آثار مکتب‌خانه‌ای بوده است و محتوای آن داستان‌های عامیانه در مربوط به ضامن آهو است. این اثر مربوط به دوره قاجار عنوان شده است. این ماجرا در شعر فارسی نمود بسیاری داشته است. قدیمی‌ترین شعری که با این موضوع سروده شده است، تاج‌الدین حسن بن سلیمی تونی — متوفی ۸۵۴ ه‍.ق — شاعر آن است که در قصیده‌ای به نام ولایت‌نامه، به صورت داستان‌گونه‌ای به آن پرداخته است. تونی این شعر را با مدح علی بن موسی الرضا آغاز می‌کند و داستان را در طی سفر علی بن موسی الرضا به طوس گزارش می‌کند. مطلع این شعر با بیت زیر شروع می‌شود:
| ای دل به مدح قبله هفتم گشا زبان |  | از معجزات ضامن آهو، نما بیان |

نظیر نیشابوری، شاعر قرن یازدهم نیز دیگر شاعری است که از این ماجرا، شعر سروده است. دیگر شاعران عبارتند از میرزا داراب بیک، صحبت لاری، قاآنی، ملاعلی تفرشی، طرب شیرازی و قدسی شیرازی، دیگر شاعرانی هستند که در این خصوص اشعاری سروده‌اند. اکثر شاعرانی که در این موضوع شعر سروده‌اند، علی بن موسی الرضا را با لقب ضامن آهو معرفی کرده‌اند.

### آثار تجسمی

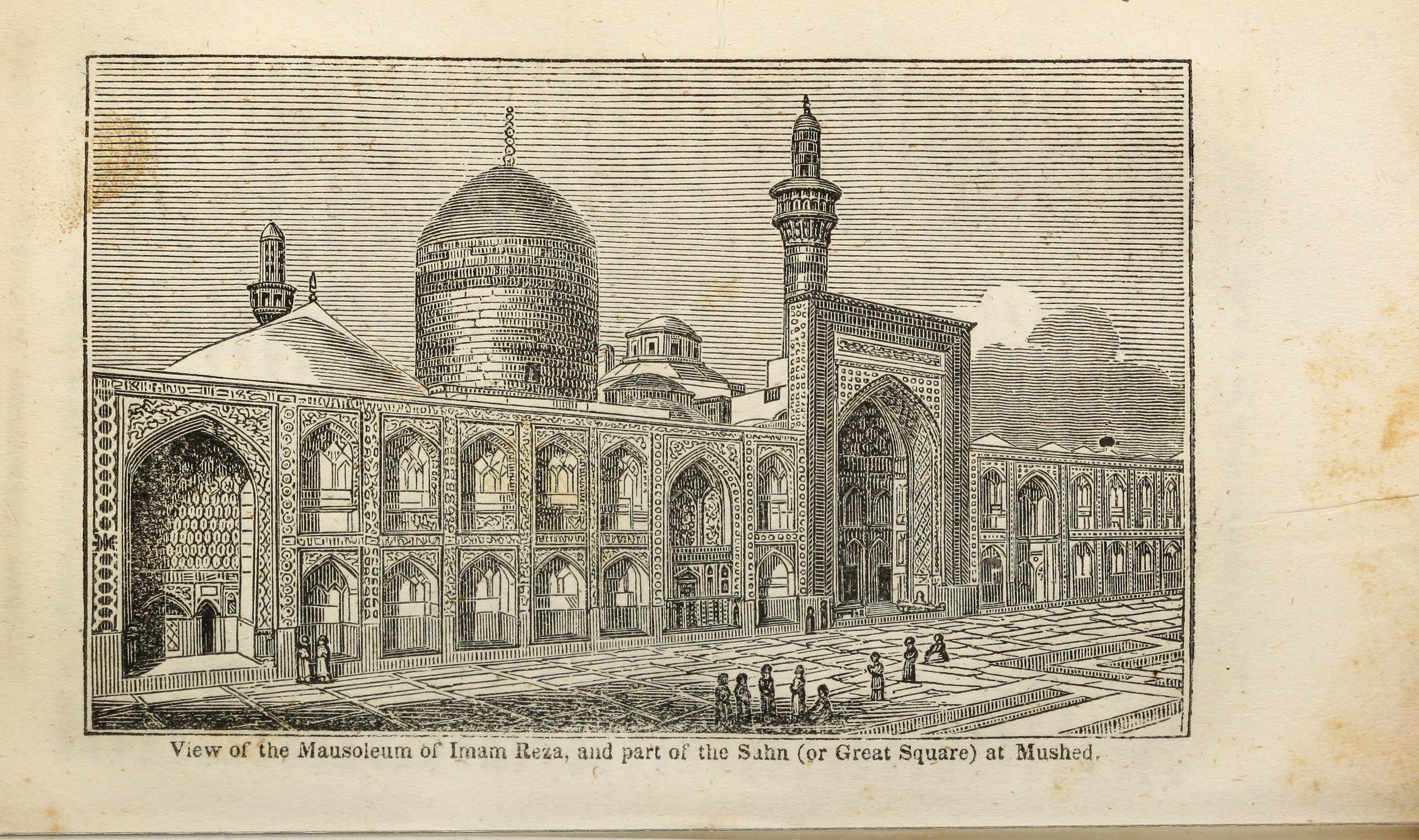
نقاشی قدیمی مربوط به ۱۸۲۲ م، اثری از جیمز بیلی فریزر پس از سفر به مشهد و پذیرش آئین اسلام

از جمله آثار تجسمیِ مرتبط با علی بن موسی الرّضا، نقاشی ضامن آهو اثر محمود فرشچیان است. فرشچیان نقاشی دیگری را با نام ضامن آهو ۲ طراحی، و در سال ۱۳۸۹ رونمایی و به موزهٔ آستان قدس اهدا کرد. او همچنین نقاشی دیگری را با عنوان حریم حفاظت با همین مضمون نقاشی کرده است. این نقاشی با فضایی خیالی و فرازمینی ترسیم و فضا آکنده از گیاهان و درختان به تصویر کشیده شده است. در این نقاشی، گیاهان به صورت عمودی هستند که نمادی از تعالی و رشد است. در سال ۱۳۹۳، از کتابی با عنوان یا ضامن آهو رونمایی شد. موضوعِ این کتاب، جمع‌آوری آثار گوناگون تجسمی در حوزه‌های خوشنویسی، نگارگری و عکاسی با محوریتِ علی بن موسی الرّضا است. در جشنواره شعری که به سال ۱۳۸۴ با نام گریز آهوانه برگزار شد، از بزگترین تابلوی معرق جهان رونمایی شد. نام این اثر ضامن آهو بود و با استفاده از سیصد تا چهارصدهزار قطعه چوب، به دست حسین پهلوان مقدم و با نقاشی میرزابیگی به تصویر درآمده بود.

### آثار نمایشی
اولین اثر نمایشی با موضوع علی بن موسی الرضا، مستند یا ضامن آهو ساختهٔ پرویز کیمیاوی است. این مستند به‌سال ۱۳۵۰ ه‍.ش برای به‌نمایش درآوردنِ حس و حالِ زائران علی بن موسی الرّضا در حرم امام رضا تولید شده است. پس از آن مهدی فخیم‌زاده مجموعه‌ای تلویزیونی را با نام ولایت عشق در سال ۱۳۷۶ ه‍.ش ساخت و به روی آنتن شبکه یک تلویزیون جمهوری اسلامی ایران بُرد. این مجموعه با موضوع سفر علی بن موسی الرّضا به مرو و ولایتعهدی و درگذشت علی بن موسی الرّضا ساخته‌شده است. عنوان‌بندیِ این فیلم با صدای محمد اصفهانی و آهنگسازیِ بابک بیات همراه بود که بعدها با نام آلبوم ولایت عشق، به‌صورت جداگانه منتشر شد. در سال ۱۳۹۰، انیمیشن «آقای مهربان»، به کارگردانی سید علیرضا گلپایگانی و بهنام دلداده و تهیه‌کنندگی مرکز پویانمایی صبا، به مناسبت ولادت علی بن موسی الرضا، از شبکه پویا جمهوری اسلامی ایران به نمایش درآمد. این انیمیشن ۱ ساعت و ۱۲ دقیقه‌ای با کیفیت سه بعدی، به داستان ضمانت آهو توسط علی بن موسی در مسیر حرکت به سوی مرو اشاره دارد. این انیمیشن موفق شد تا در سال ۱۳۹۰ تندیس طلایی هشتمین جشنواره پویانمایی را در بخش دینی را دریافت نماید. ماجرای ضمانت آهو در پرده‌خوانی‌ها نیز مورد استفاده قرار می‌گرفت.

### تاریخ‌های مذهبی

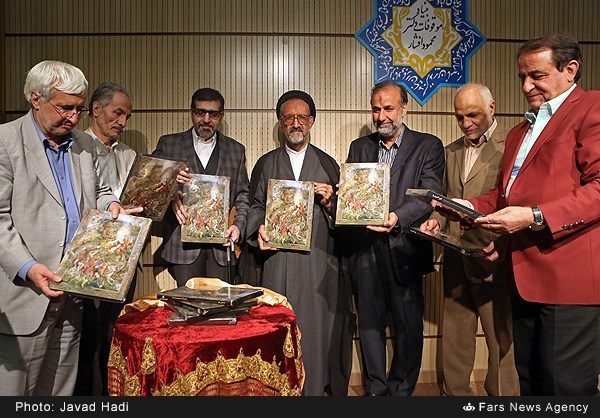
عکسی از مراسم رونمایی از کتاب یا ضامن آهو، مجموعه‌ای هنری از آثار مرتبط با علی بن موسی الرضا